# Brennelemente-Zwischenlager Unterweser
Das Brennelemente-Zwischenlager Unterweser (BZU; ehemals Standort-Zwischenlager Unterweser (SZL-KKU)) ist ein Zwischenlager für hochradioaktive Abfälle am Standort des Kernkraftwerks Unterweser.

## Geschichte
Die Genehmigung für das BZU wurde 1999 beantragt und erfolgte 2003. Das Lager wurde am 18. Juni 2007 mit der Einlagerung des ersten Behälters vom Typ CASTOR V/19 in Betrieb genommen. Somit läuft die auf 40 Jahre befristete Genehmigung im Jahr 2047 aus.
Seit dem 1. Januar 2019 ist die BGZ Gesellschaft für Zwischenlagerung die Betreibergesellschaft des BZU.

## Daten
Das Brennelemente-Zwischenlager Unterweser hat insgesamt 80 genehmigte Stellplätze für Zwischenlagerbehälter. Aktuell lagern 40 Behälter vom Typ CASTOR V/19.
Das genehmigte Maximalinventar des Lagers beträgt 3,0 MW sowie 4,4 x 1019 Bq.
Das Brennelement-Zwischenlager teilt sich auf in ein Lager- und ein Betriebsgebäude. Das Lagergebäude wurde nach dem STEAG-Konzept gebaut, hat eine Länge von ca. 80 m, ist ca. 27 m breit und ca. 24 m hoch. Im Lagergebäude befinden sich der Empfangs- und Lagerbereich sowie Teile des Betriebsbereiches. Das unmittelbar angrenzende Betriebsgebäude hat eine Länge von ca. 15 m, ist ca. 10 m breit und ca. 10 m hoch.

## Zwischenfälle
Mit Stand vom 31. Dezember 2023 gab es im Brennelemente-Zwischenlager ein meldepflichtiges Ereignis gemäß Atomrechtlicher Sicherheitsbeauftragten- und Meldeverordnung.